# Typographie expressive
Par définition, tout graphiste utilise dans son travail la typographie, qui peut alors être qualifiée de typographie expressive, idée venue des États-Unis. Il s'agit à l'origine de renforcer ou de détourner le sens d'un mot ou d'une expression, d'une accroche éditoriale ou d'un slogan publicitaire.
Mais, de façon plus large, la typographie expressive désigne une mise en scène du livre ou, plus généralement, de l'imprimé (affiche, tract…), par le choix des caractères, leur dimension, leur couleur, leur disposition, etc. C'est donc une forme d'expression artistique, notamment dans le domaine de l'édition ou de l'affiche et, en général, du document imprimé ou peint qui incorpore le signe et le sens, les rendant indissociables de façon à frapper durablement le lecteur ou le passant.
Certains graphistes, dans l'édition artistique française, ont acquis une grande réputation comme :
- Pierre Faucheux, pour les œuvres complètes de Lautréamont au Club français du livre en 1949.
- Robert Massin, pour La Cantatrice chauve, d'Eugène Ionesco (Gallimard, 1964), ou Les Mariés de la tour Eiffel, de Jean Cocteau (Hoëbeke, 1994).